# Gójar
Gójar es una localidad y municipio español situado en la parte meridional de la comarca de la Vega de Granada, en la provincia de Granada, comunidad autónoma de Andalucía. Limita con los municipios de Ogíjares, La Zubia, Dílar y la Villa de Otura. Cuenta con una población de 6340 habitantes (INE 2024). Por su término discurre el río Dílar.
El municipio gojeño es una de las treinta y cuatro entidades que componen el área metropolitana de Granada, y comprende únicamente el núcleo de población de Gójar —capital municipal—, incluyendo las urbanizaciones de Los Cerezos, Los Parrales y Santa Marta.
Una pequeña parte de su término lo ocupa el parque natural de Sierra Nevada.

## Geografía

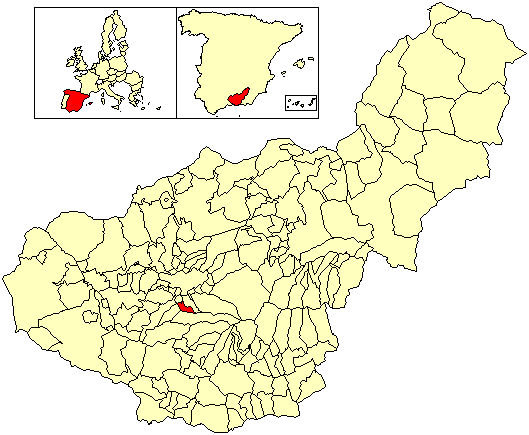
Extensión del municipio en la provincia de Granada

### Situación
Integrado en la comarca de la Vega de Granada, se encuentra situado a 8 kilómetros de la capital provincial. El término municipal está atravesado por la carretera GR-3209, que conecta la ciudad de Granada con Dílar.
| Noroeste: Ogíjares               | Norte: Ogíjares y La Zubia | Nordeste: La Zubia |
| Oeste: Villa de Otura            |                            | Este: La Zubia     |
| Suroeste: Villa de Otura y Dílar | Sur: Dílar                 | Sureste: Dílar     |

## Demografía
Gójar cuenta con una población de 6340 habitantes (INE 2024).
| Gráfica de evolución demográfica de Gójar entre 1842 y 2021                                                         |
| |
| Población de derecho según los censos de población del INE Población de hecho según los censos de población del INE |

Se distribuyen de la siguiente manera:
| Unidad poblacional | Hab. |
| ------------------ | ---- |
| Gójar              | 5888 |
| diseminado         | 105  |
| TOTAL              | 5993 |

A las características propias de un municipio cercano a la capital, es decir, crecimiento rápido en el siglo pasado y muchas zonas residenciales en los alrededores del casco urbano histórico, Gójar ofrece sin embargo un núcleo principal que ha sabido salvaguardarse mayoritariamente de las construcciones modernas.

## Economía

### Evolución de la deuda viva municipal
| Gráfica de evolución de deuda viva del Ayuntamiento de Gójar entre 2008 y 2019                                |
| |
| Deuda viva del Ayuntamiento de Gójar en miles de euros según datos del Ministerio de Hacienda y Ad. Públicas. |

## Símbolos
Gójar cuenta con un escudo y bandera adoptados oficialmente el 21 de marzo de 2006.

### Escudo
Su descripción heráldica es la siguiente:

De oro (amarillo), sobre ondas de plata (blanco) y azur (azul), un monte de sinople (verde) con la cima formando dos cúspides, cargado de un olivo de oro y acompañado en jefe de dos granadas de sinople, rajadas de gules (rojo). Al timbre, corona real cerrada española.

### Bandera
La enseña del municipio tiene la siguiente descripción:

Paño de proporciones 3/2 (largo por ancho), dividido en tres franjas horizontales: 1.ª y 3.ª de doble ancho que la central, en los colores azul, blanco y verde respectivamente. Al centro del paño, el escudo municipal.

## Administración y política
Los resultados en Gójar de las últimas elecciones municipales, celebradas en mayo de 2023, son:
| Elecciones Municipales - Gójar (2023) | Elecciones Municipales - Gójar (2023)    | Elecciones Municipales - Gójar (2023) | Elecciones Municipales - Gójar (2023) | Elecciones Municipales - Gójar (2023) |
| Partido político                      | Partido político                         | Votos                                 | Votos                                 | Concejales                            |
| ------------------------------------- | ---------------------------------------- | ------------------------------------- | ------------------------------------- | ------------------------------------- |
|                                       | Partido Socialista Obrero Español (PSOE) | 1518                                  | 51,73 %                               | 8                                     |
|                                       | Partido Popular (PP)                     | 720                                   | 24,53 %                               | 3                                     |
|                                       | Vox                                      | 316                                   | 10,77 %                               | 1                                     |
|                                       | Izquierda Unida-Gójar para la Gente (IU) | 257                                   | 8,75 %                                | 1                                     |
|                                       | Ciudadanos (Cs)                          | 85                                    | 2,89 %                                | 0                                     |

## Comunicaciones

### Carreteras
La principal vía de comunicación que transcurre por el municipio es:
| Identificador | Denominación               | Itinerario      |
| ------------- | -------------------------- | --------------- |
| GR-3209       | De Granada (A-395) a Dílar | Granada - Dílar |

Algunas distancias entre Gójar y otras ciudades:
| Ciudades         | Distancia (km) |
| ---------------- | -------------- |
| Granada (centro) | 8              |
| Jaén             | 100            |
| Almería          | 161            |
| Murcia           | 286            |

## Servicios públicos

### Sanidad
El municipio cuenta con un consultorio médico de atención primaria situado en la calle Iglesia, n.º 1, dependiente del distrito sanitario Metropolitano de Granada. El servicio de urgencias está en el centro de salud de La Zubia.
El área hospitalaria de referencia es el Hospital Universitario San Cecilio (el PTS) situado en Granada capital.

### Educación
Los centros educativos que hay en el municipio son:
| Denominación genérica                    | Nombre del centro                       | Naturaleza | Dirección             |
| ---------------------------------------- | --------------------------------------- | ---------- | --------------------- |
| Centro de educación infantil             | CEI El Castillo de los Gnomos           | Privado    | C/ Abeto, 35          |
| Centro de educación infantil             | CEI Mariló                              | Privado    | C/ Eras Altas, 4      |
| Colegio privado                          | Granada International Montessori School | Privado    | Ctra. de La Zubia, 12 |
| Colegio de educación infantil y primaria | CEIP Virgen de la Paz                   | Público    | C/ Eras, s/n          |

## Cultura
Aunque está rodeado de campiña y lugares entrañables, cabe destacar la zona de senderismo del Collado del Fraile, situada en la vertiente occidental de Sierra Nevada, a una altitud media de 1371 m sobre el nivel del mar. siendo vía para poder acceder al cerro de la Boca de la Pescada y a otros lugares de relevancia paisajística. Este apartado rural habilitado para pasarlo en familia y amigos pertenece a parte de la tradición popular de la zona y son numerosos los eventos que se tienen en ella por parte del consistorio, entidades gastronómicas de la zona y deportivas; además de ser lugar frecuentado por rutas senderistas, corredores y numerosos ciclistas.
Como lugar pictórico mencionar su mirador en el que se divisa todo el barranco Hondo. La vegetación la constituyen pinares, matorral mixto de la talla media, encinas y tierras de cultivo principalmente (cereales y almendros). Esta zona forma una orla de terrenos cultivados en su mayor parte, que actúa como nexo de unión entre el paisaje urbano y el monte, destacando sus paisajes tanto en invierno con nevadas, como en primavera con la explosión de color de dicho lugar.

### Patrimonio
El principal monumento de esta localidad es su iglesia parroquial, dedicada a la Virgen de la Paz, edificada en el siglo XVI y atribuida al arquitecto Pedro Machuca, el mismo que construyó el Palacio de Carlos V en Granada.
También merecen citarse la ermita de las Tres Cruces, levantada en el siglo XVII y dentro ya del casco urbano debido al crecimiento de este durante el último tercio del siglo XX, en el llamado Camino de la Fábrica; la Casa Grande, del siglo XVI, un edificio señorial con capilla propia que pertenece a la familia Villanova y se encuentra ubicada en la calle del mismo nombre, y otra casa monumental en la plaza, ésta del siglo XVIII, igualmente de propiedad privada.

### Fiestas
Sus fiestas populares se celebran cada año la última semana de agosto o la primera de septiembre. El 8 de septiembre se conmemora la festividad de la Divina Pastora, patrona del municipio.
El Día de la Cruz, 3 de mayo, se organiza concurso de cruces con participación de los vecinos.
También es típico de Gójar, como en el resto de la Vega de Granada, celebrar el 25 de abril el día de la merendica coincidiendo con el día de San Marcos donde se junta la gente por la tarde junto al río Dílar para degustar los populares hornazos acompañados de habas verdes.
Por último, mencionar la fiesta de Vino mosto local. Se suele celebrar en el mes de diciembre, dando a conocer los diferentes caldos del pueblo de forma gratuita a los asistentes.

### Gastronomía
Los productos más típicos provienen de su agricultura de regadío y secano y están presentes en sus platos, como son el aceite y la almendra. Destaca entre sus recetas la pierna de cordero al horno. Junto a este tipo de carne, también se puede degustar el conejo o la ternera. Otras recetas con tradición en Gójar son las distintas sopas y potajes.